# Werner Lupberger
Werner Lupberger (ur. 15 grudnia 1975 roku w Pretorii) – południowoafrykański kierowca wyścigowy.

## Kariera
Lupberger rozpoczął karierę w wyścigach samochodowych w 1995 roku od startów w Brytyjskiej Formule 3, gdzie jednak nie był klasyfikowany. W późniejszych latach pojawiał się także w stawce Brytyjskiej Formuły 2, Formuły 3000, Włoskiej Formuły 3000, American Le Mans Series, Sports Racing World Cup, 24-godzinnego wyścigu Le Mans, European Le Mans Series, FIA Sportscar Championship, 1000 km Le Mans oraz Le Mans Endurance Series.
W Formule 3000 Południowoafrykańczyk startował w latach 1997-1998 z brytyjską ekipą Edenbridge Racing. W pierwszym sezonie startów w ciągu ośmiu wyścigów, w których wystartował, zdołał zdobyć łącznie trzy punkty. Dało mu to osiemnaste miejsce w klasyfikacji generalnej. Rok później jego zdobycz punktowa to jeden punkt. Został sklasyfikowany na 23 pozycji w końcowej klasyfikacji kierowców.